# Amauris lygia
Amauris lygia is een vlinder uit de familie van de Nymphalidae. De wetenschappelijke naam van de soort is voor het eerst voorgesteld door Gustaaf Hulstaert in een publicatie uit 1924.
De soort komt voor in de bossen van Congo-Kinshasa.